# Байсакіно
Байса́кіно (рос. Байсакино, башк. Байсаҡа) — присілок у складі Бураєвського району Башкортостану, Росія. Входить до складу Ванишівської сільської ради.
Населення — 51 особа (2010; 95 у 2002).
Національний склад:
- башкири — 91 %